# Ручна фрезерна машина

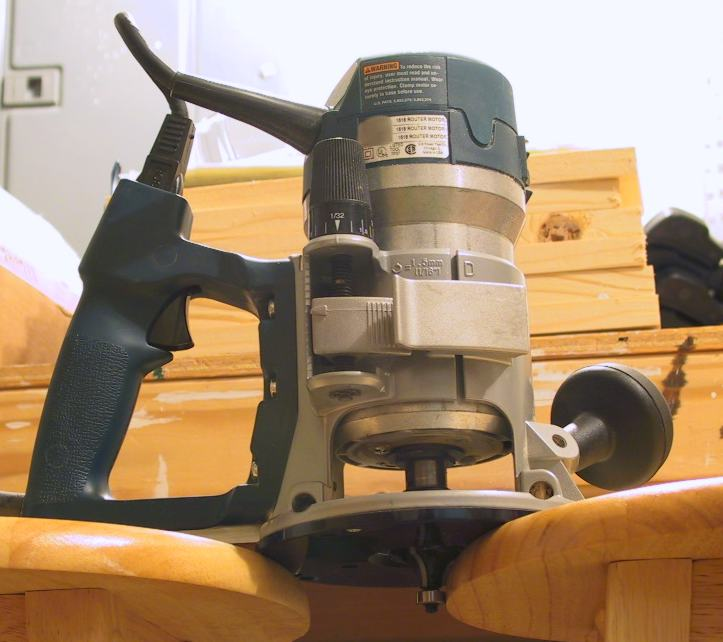
Фрезерна машина

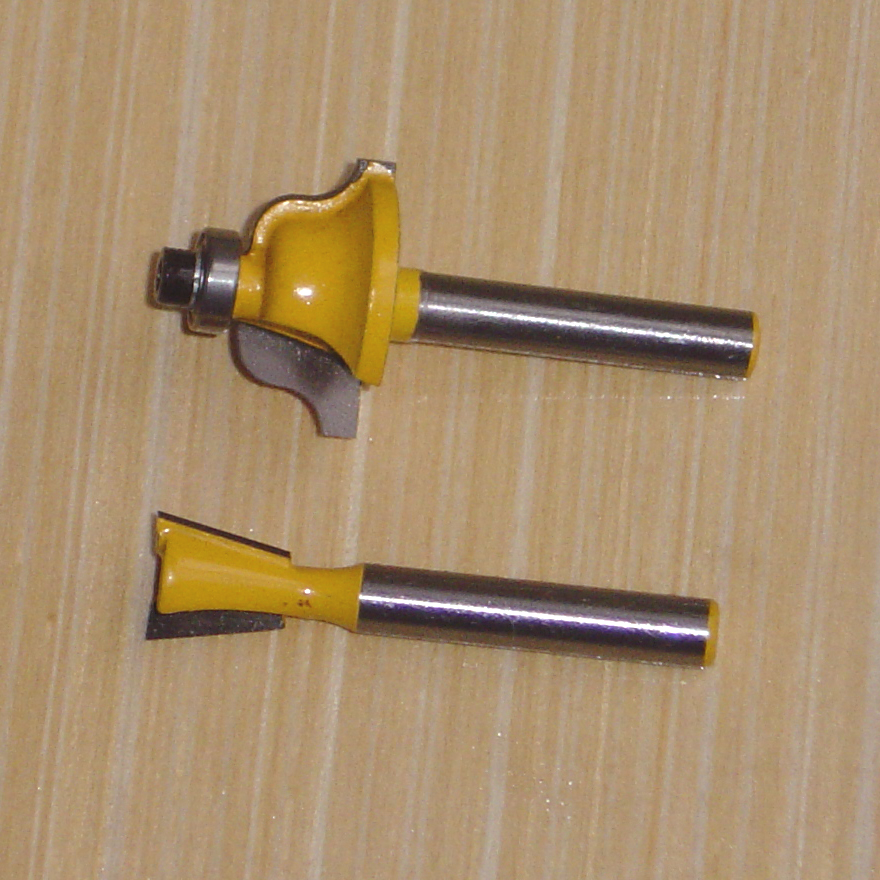
Фрези

Форми крайок і пазів, що обробляються фрезерами

Фре́зерна маши́на або фре́зер — ручний деревообробний електроінструмент для фрезерування — фігурної обробки країв, вирізання пазів та свердління отворів.
Ручна фрезерувальна машина зайняла місце цілої низки фасонних рубанків, шпунтубелів, зензубелів, фальцгобелів.
Більшість фрезерів мають схожі конструкції: фреза встановлена безпосередньо під кожухом електродвигуна, оснащеного ручками з двох боків. Двигун має можливість переміщатися вниз-вгору по двох стійках, жорстко закріплених на опорній або базовій плиті. Вертальні пружини компенсують вагу двигуна. Це дозволяє водити у матеріал і виводити з нього фрезу, безпечно піднімаючи її над рамою до того, як рама вийде з контакту із заготовкою. Досить рідко зустрічаються стаціонарні фрезери.

## Різновиди
- Вертикальний (заглибний) — використовується для різних видів фрезерувань. Двигун такого фрезера переміщається вгору і вниз по двох напрямних, що дозволяє виконувати у деревині пази і отвори заданої глибини.
- Крайковий (окантувальний) — фрезер, що спеціально призначений лише для обробки крайок. Відрізняється відносно малою вагою і потужністю.
- Комбінований — має у комплекті дві бази: одна для заглибного фрезерування із заданою глибиною, друга — для обробки крайок.

Фрезери спеціального призначення:
- Присадочний (дюбельний) (англ. Domino joiner) — для свердління отворів або пазів під шканти (дюбелі).
- Ламельний (англ. Biscuit joiner) — для вирізання вузьких подовгастих пазів.
- Тример (англ. Laminate trimmer) — для обробки ламінату.

## Основні характеристики
- Споживана потужність (600…2300 ват)
- Швидкість обертання шпинделя на холостому ході (8000…34000 об/хв)
- Робочий хід фрези (0…70 мм) — для вертикальних фрезерів.
- Діаметр хвостовика фрези (8 мм, 8…12 мм, 6/8 мм, 6/6,35/8/12,7 мм). Фреза затискається у цанговому затискному патроні.

## Галерея

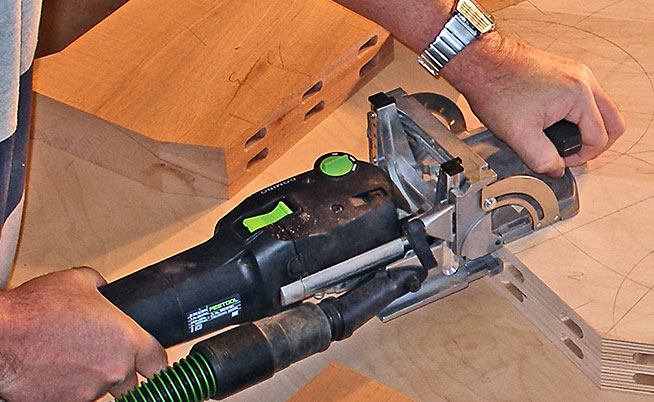
Різновид дюбельного фрезера
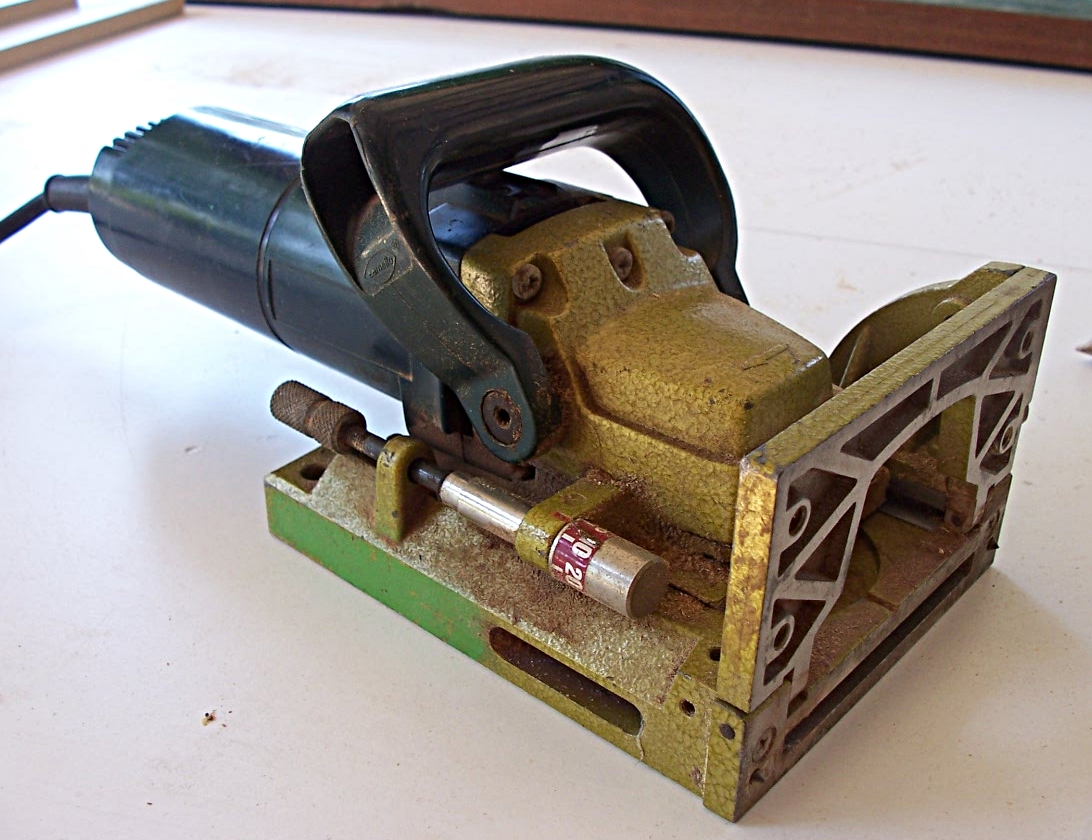
Ламельный фрезер
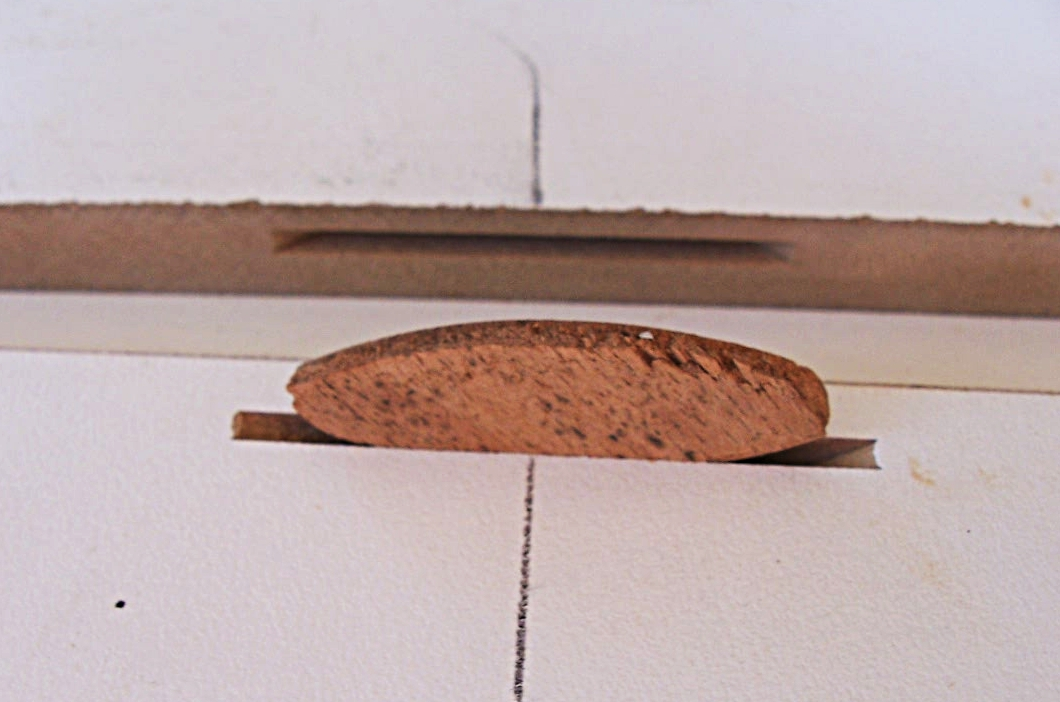
Виріз ламельним фрезером із вкладеним ламелем
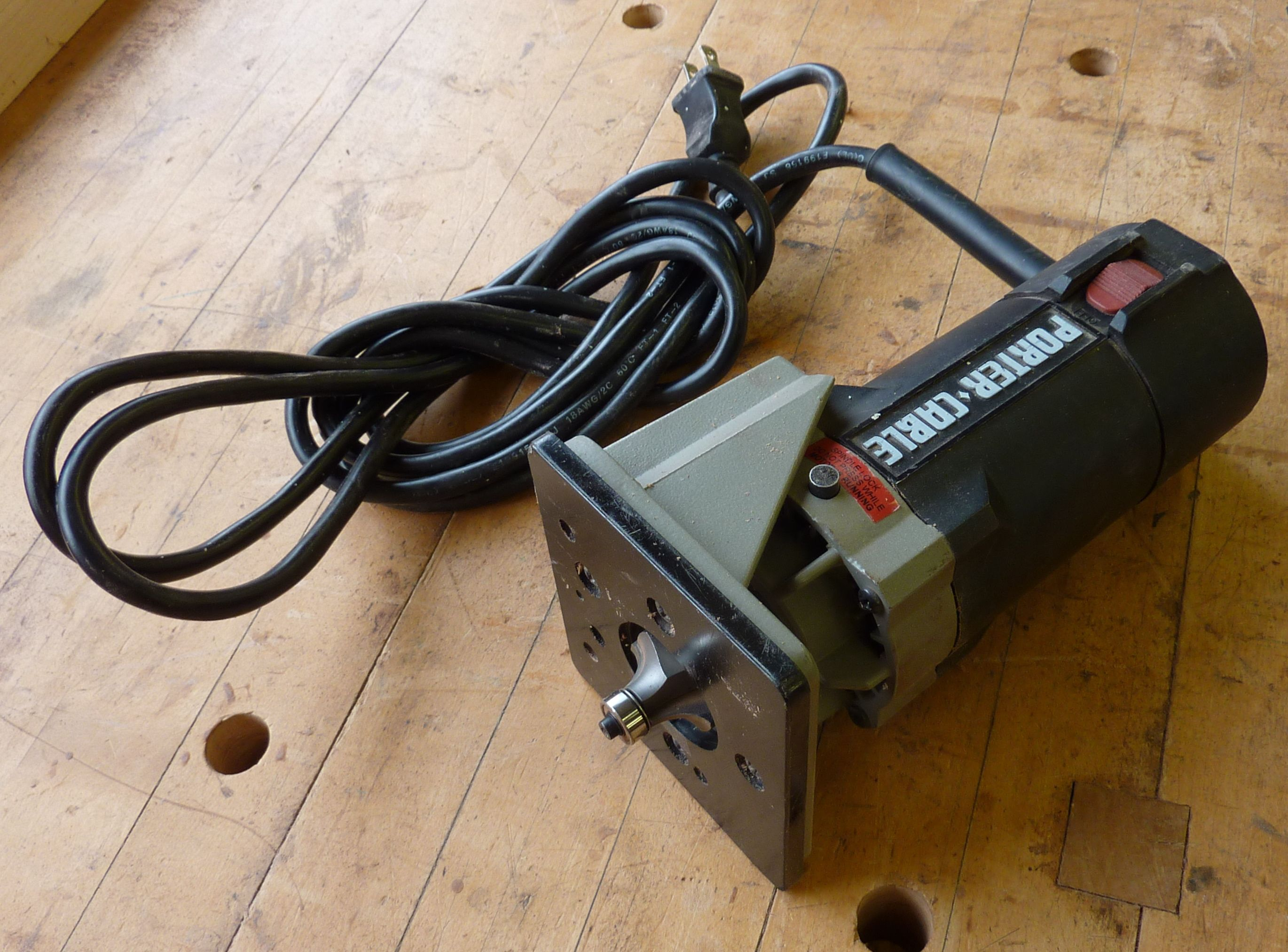
Тример для обробки ламінату